# Ketaon
Ketaon is een bestuurslaag in het regentschap Boyolali van de provincie Midden-Java, Indonesië. Ketaon telt 3677 inwoners (volkstelling 2010).